# Adriano Spatola
Adriano Spatola (* 4. Mai 1941 in Šapjane; † 23. November 1988 in Sant’Ilario d’Enza) war ein jugoslawisch-italienischer Lautdichter und Dichter der Konkreten Poesie.

## Leben und Werk
Spatola arbeitete mit an der Zeitschrift Quindici bevor er mit der Fotografin und Dichterin Giulia Niccolai die Zeitschrift Tam Tam gründete.
Adriano Spatola war Mitglied der Gruppo 63. Spatola wohnte in Molino und später in Ca' Bianca und lud dorthin andere Poeten ein. So schuf er um sich herum eine kreative Arbeitsatmosphäre.
Spatola ist bekannt für Lautgedichte und Konkrete Poesie, er schrieb ebenso Essays und eine Novelle. Paul Vangelisti übersetzte mehrere Werke von Adriano Spatola.